# IC 1882
IC 1882 је спирална галаксија у сазвјежђу Кит која се налази на листи објеката дубоког неба у Индекс каталогу.
Деклинација објекта је + 3° 8' 50" а ректасцензија 3h 7m 49,5s. Привидна величина (магнитуда) објекта IC 1882 износи 14,3 а фотографска магнитуда 15,1. IC 1882 је још познат и под ознакама UGC 2551, MCG 0-9-2, CGCG 390-3, PGC 11718.